# ألكسندر أنتينيا
جان بيير ألكسندر أنتينيا (بالفرنسية: Jean Pierre Alexandre Antigna)؛ (7 مارس 1817 - 26 فبراير 1878) كان رساما فرنسيا.

## حياته
ولد في أورليان، فرنسا، أين بدأ أول تدريب له على يد رسام محلي يدعى فرانسوا سالمون. في 9 أكتوبر 1837، ارتاد المدرسة الوطنية للفنون الجميلة في باريس حيث كان تلميذا لسيباستيان نوربلين دي لا جوردين وكذلك الرسام الفرنسي الشهير بول ديلاروش.
حتى عام 1845، كانت لوحاته تدور حول المواضيع الدينية ورسومات البورتريه. ومع ذلك، بعد أن عاش في الحي الفقير من منطقة إيل سانت لويس في باريس، صار يدمج صورا لمعاناة وعبء فقراء سكان المدينة في أعماله. بحلول ثورة 1848، خصص أنتينيا كل وقته وأعماله في حركة الواقعية، واستمر في الرسم على هذا المنوال حتى 1860، عندما بدأ في إنتاج اللوحات على طريقة الفنون المرئية. عرض أعماله في صالون باريس، وتلقى وسام جوقة الشرف برتبة فارس في 1861. سافر بعد ذلك إلى إسبانيا ومنطقة بروتاني في شمالي غرب فرنسا عدة مرات من أجل رسم مشاهد متنوعة، ومع ذلك احتفظ الرجل دائما بشفقته وتعاطفه مع الفقراء.
في عام 1861، تزوج بهيلين ماري بيتيت، التي أصبحت بعد ذلك رسامة هي بدورها. وكان ابنهما، أندريه مارك أنتينيا، رساما مختصا في رسم البورتريهات المصغرة.

## وفاته
توفي ألكسندر أنتينيا في باريس في 26 فبراير 1878 ودُفن في مقبرة مونمارتر.